# La Versanne
La Versanne (La Versana en occitan vivaro-alpin, prononcé [lavɛrˈsanɔ]) est une commune française située dans le département de la Loire, en région Auvergne-Rhône-Alpes.

## Géographie
| Saint-Genest-Malifaux | Tarentaise           | Thélis-la-Combe |
|                       | La Versanne          |                 |
| Saint-Régis-du-Coin   | Saint-Sauveur-en-Rue | Bourg-Argental  |

### Climat
Pour des articles plus généraux, voir Climat d'Auvergne-Rhône-Alpes et Climat de la Loire.
En 2010, le climat de la commune est de type climat des marges montargnardes, selon une étude du Centre national de la recherche scientifique s'appuyant sur une série de données couvrant la période 1971-2000. En 2020, Météo-France publie une typologie des climats de la France métropolitaine dans laquelle la commune est exposée à un climat de montagne ou de marges de montagne et est dans une zone de transition entre les régions climatiques « Nord-est du Massif Central » et « Sud-est du Massif Central ».
Pour la période 1971-2000, la température annuelle moyenne est de 8,8 °C, avec une amplitude thermique annuelle de 16,3 °C. Le cumul annuel moyen de précipitations est de 1 038 mm, avec 10,3 jours de précipitations en janvier et 6,7 jours en juillet. Pour la période 1991-2020, la température moyenne annuelle observée sur la station météorologique de Météo-France la plus proche, « Pilat Graix », sur la commune de Graix à 5 km à vol d'oiseau, est de 8,0 °C et le cumul annuel moyen de précipitations est de 1 019,3 mm,. Pour l'avenir, les paramètres climatiques de la commune estimés pour 2050 selon différents scénarios d'émission de gaz à effet de serre sont consultables sur un site dédié publié par Météo-France en novembre 2022.

## Urbanisme

### Typologie
Au 1er janvier 2024, La Versanne est catégorisée commune rurale à habitat dispersé, selon la nouvelle grille communale de densité à sept niveaux définie par l'Insee en 2022.
Elle est située hors unité urbaine. Par ailleurs la commune fait partie de l'aire d'attraction de Saint-Étienne, dont elle est une commune de la couronne,. Cette aire, qui regroupe 105 communes, est catégorisée dans les aires de 200 000 à moins de 700 000 habitants,.

## Toponymie
Ce village s'appelait autrefois Ruthiange. La terminaison -ange indique souvent une origine germanique, peut-être burgonde. D'origine germanique le début du nom : Rut, de ruda qui signifiait défrichement. L'existence du village est attestée dès 1276 ; il est érigé en paroisse en 1776. La Révolution, supprimant les rois, les saints et les anges, le rebaptise "La Versanne". (Geneawiki), (Wikipedia - toponymie française)
Versana signifie en occitan une terre qu'on laissait reposer après avoir donné deux récoltes ; de là une terre préparée pour être à nouveau ensemencée (l'équivalent en ancien français est versaine, synonome de jachère).

## Histoire

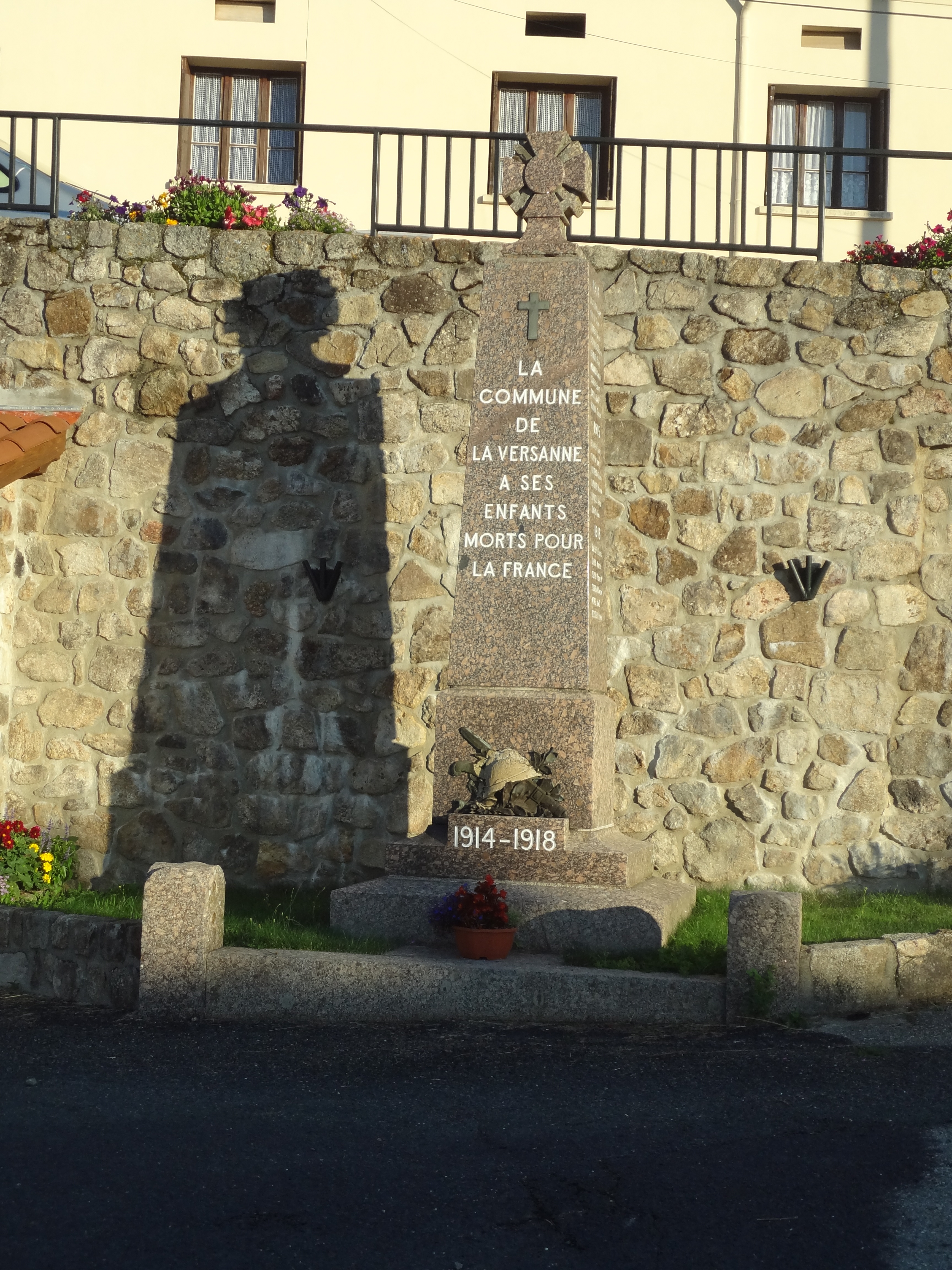
Monument aux morts de La Versanne.

## Politique et administration
| Période   | Période                | Identité         | Étiquette | Qualité |
| --------- | ---------------------- | ---------------- | --------- | ------- |
| mars 2001 | mars 2014              | André Geourjon   |           |         |
| Mars 2014 | Mars 2016              | Guillaume Curmer |           |         |
| Mars 2016 | En cours (au en cours) | Annette Servy    |           |         |

## Démographie
En 2022 , la commune comptait 386 habitants.
| 1793 | 1800 | 1806 | 1821 | 1831 | 1836 | 1841 | 1846 | 1851 |
| ---- | ---- | ---- | ---- | ---- | ---- | ---- | ---- | ---- |
| 608  | 383  | 479  | 551  | 508  | 605  | 669  | 657  | 655  |

| 1856 | 1861 | 1866 | 1872 | 1876 | 1881 | 1886 | 1891 | 1896 |
| ---- | ---- | ---- | ---- | ---- | ---- | ---- | ---- | ---- |
| 693  | 746  | 796  | 833  | 819  | 858  | 810  | 774  | 798  |

| 1901 | 1906 | 1911 | 1921 | 1926 | 1931 | 1936 | 1946 | 1954 |
| ---- | ---- | ---- | ---- | ---- | ---- | ---- | ---- | ---- |
| 767  | 751  | 669  | 576  | 544  | 511  | 521  | 504  | 449  |

| 1962 | 1968 | 1975 | 1982 | 1990 | 1999 | 2006 | 2008 | 2013 |
| ---- | ---- | ---- | ---- | ---- | ---- | ---- | ---- | ---- |
| 341  | 321  | 293  | 300  | 308  | 324  | 354  | 362  | 364  |

| 2018 | 2022 | - | - | - | - | - | - | - |
| ---- | ---- | - | - | - | - | - | - | - |
| 376  | 386  | - | - | - | - | - | - | - |

## Culture locale et patrimoine

### Lieux et monuments
- Église Notre-Dame-et-Saint-Didier de La Versanne.

Église Notre-Dame et Saint-Didier de La Versanne.
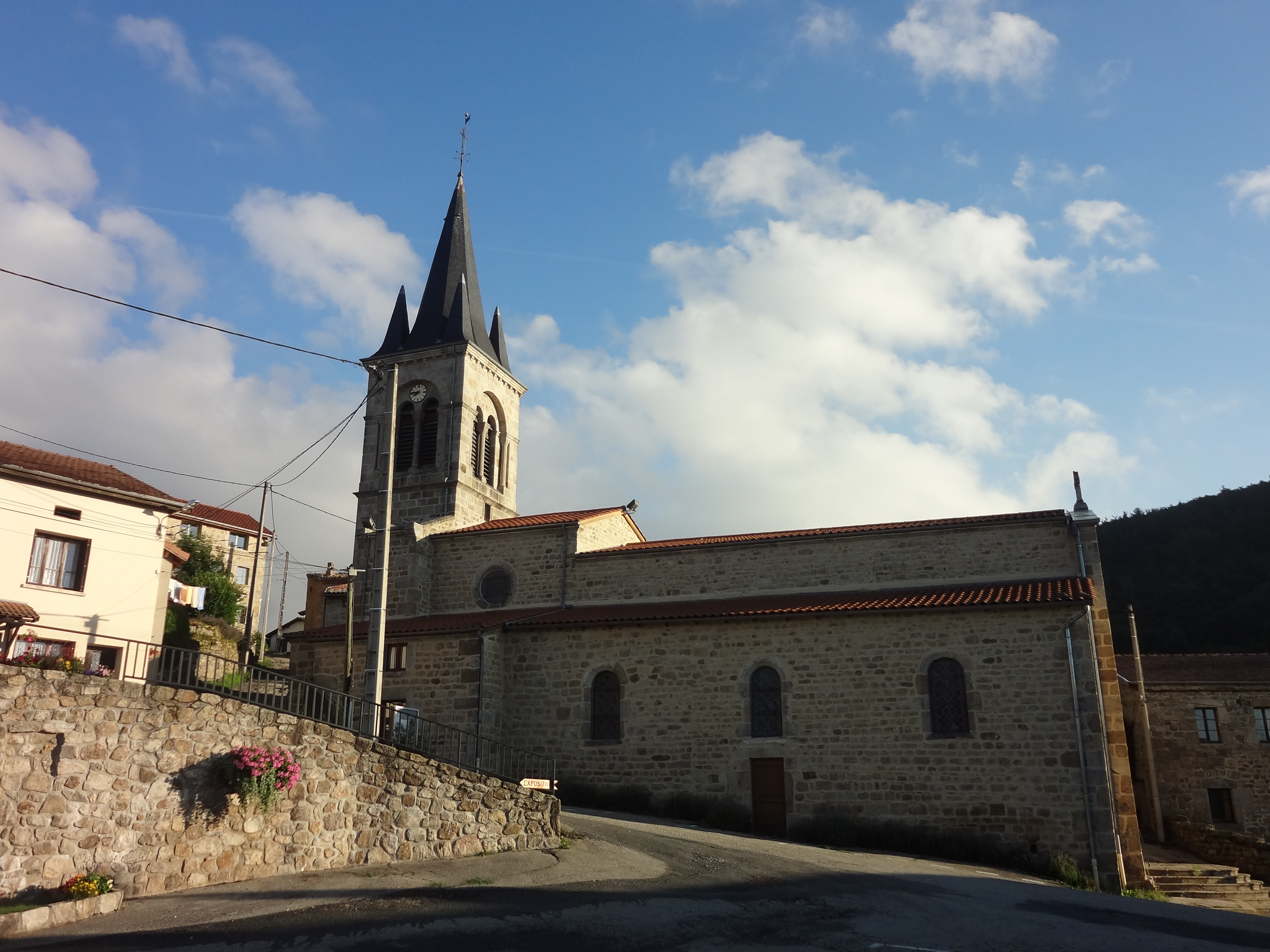
Vue générale.
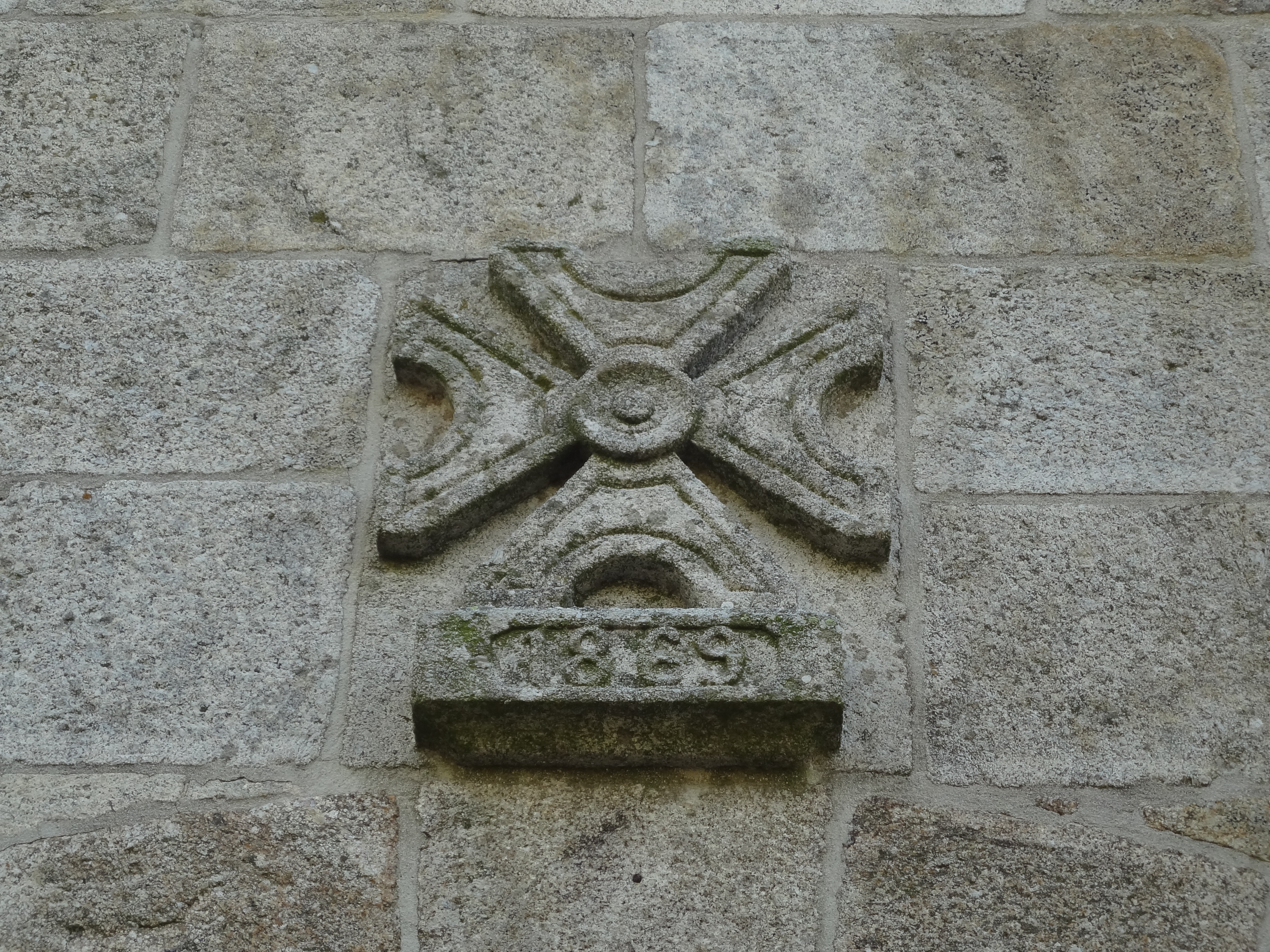
Détail sculpté du chevet.